# Ministère de l'Environnement (Brésil)
Pour les articles homonymes, voir Ministère de l'Environnement et Département de l'Environnement.
Le ministère de l'Environnement et du Changement climatique (en portugais : Ministério do Meio Ambiente e Mudança do Clima) est un département du gouvernement brésilien. Il est responsable de la politique environnementale et notamment de l'Amazonie. 
Marina Silva est ministre dans le gouvernement Lula depuis le 1er janvier 2023.

## Histoire
Sous la dictature militaire, un secrétariat spécial de l'Environnement est créé au sein du ministère de l'Intérieur le 30 octobre 1973.
Après le retour à la démocratie, un département de plein exercice est créé sous le nom de « ministère du Développement urbain et de l'Environnement » le 15 mars 1985, sous le gouvernement de José Sarney.
En 1990, sous le gouvernement de Fernando Collor, il devient le secrétariat de l'Environnement, directement rattaché à la présidence de la République. Le 19 novembre 1992, sous le gouvernement d'Itamar Franco, on revient à la situation antérieure.
En 1993, il devient le ministère de l'Environnement et de l'Amazonie, puis en 1995, le ministère de l'Environnement, des Ressources en eau et de l'Amazonie légale, avant d'adopter le nom de ministère du Développement urbain et de l'Environnement. En 1999, sous le gouvernement de Fernando Henrique Cardoso, il redevient le ministère de l'Environnement.
Le 1er janvier 2023, il prend officiellement le nom de ministère de l'Environnement et du Changement climatique.

## Responsabilités
- Politique nationale de l'environnement
- Programmes environnementaux pour l'Amazonie légale
- Politique des ressources en eau
- Politiques de préservation, de conservation et d'utilisation durable des écosystèmes, de la biodiversité et des forêts.
- Politiques d'intégration de l'environnement et de la production
- Stratégies pour l'amélioration de la qualité de l'environnement et l'utilisation durable des ressources naturelles
- Zonage écologico-économique

## Ministres
| Ministre                              | Début de mandat   | Fin de mandat     | Président                 |
| ------------------------------------- | ----------------- | ----------------- | ------------------------- |
| Flávio Rios Peixoto da Silveira       | 15 mars 1985      | 14 février 1986   | José Sarney               |
| Deni Lineu Schwartz (intérim)         | 14 février 1986   | 23 octobre 1987   | José Sarney               |
| Prisco Viana                          | 23 octobre 1987   | 5 septembre 1988  | José Sarney               |
| Ben-hur Luttembarck Batalha           | 1988              | 1989              | José Sarney               |
| José Lutzemberger                     | 15 mars 1990      | 23 mars 1992      | Fernando Collor           |
| José Goldemberg (intérim)             | 23 mars 1992      | 14 juin 1992      | Fernando Collor           |
| Flávio Miragaia Perri                 | 14 juin 1992      | 2 octobre 1992    | Fernando Collor           |
| Fernando Coutinho Jorge               | 19 octobre 1992   | 16 septembre 1993 | Itamar Franco             |
| Rubens Ricupero                       | 16 septembre 1993 | 5 avril 1994      | Itamar Franco             |
| Henrique Brandão Cavalcanti (intérim) | 5 avril 1994      | 1er janvier 1995  | Itamar Franco             |
| Gustavo Krause                        | 1er janvier 1995  | 1er janvier 1999  | Fernando Henrique Cardoso |
| José Sarney Filho                     | 1er janvier 1999  | 5 mars 2002       | Fernando Henrique Cardoso |
| José Carlos Carvalho                  | 5 mars 2002       | 1er janvier 2003  | Fernando Henrique Cardoso |
| Marina Silva                          | 1er janvier 2003  | 15 mai 2008       | Luiz Inácio Lula da Silva |
| Carlos Minc                           | 27 mai 2008       | 31 mars 2010      | Luiz Inácio Lula da Silva |
| Izabella Teixeira                     | 1er avril 2010    | 31 décembre 2010  | Luiz Inácio Lula da Silva |
| Izabella Teixeira                     | 1er janvier 2011  | 12 mai 2016       | Dilma Rousseff            |
| José Sarney Filho                     | 12 mai 2016       | 6 avril 2018      | Michel Temer              |
| Edson Duarte                          | 6 avril 2018      | 1er janvier 2019  | Michel Temer              |
| Ricardo Salles                        | 1er janvier 2019  | 23 juin 2021      | Jair Bolsonaro            |
| Joaquim Alvaro Pereira Leite          | 23 juin 2021      | 31 décembre 2022  | Jair Bolsonaro            |
| Marina Silva                          | 1er janvier 2023  | en cours          | Luiz Inácio Lula da Silva |